# 여름의 조각들
《여름의 조각들》(L'Heure D'ete, Summer Hours)은 프랑스에서 제작된 올리비에 아사야스 감독의 2008년 드라마, 가족 영화이다. 줄리엣 비노쉬 등이 주연으로 출연하였고 나다나엘 카미츠 등이 제작에 참여하였다.
이 영화는 2008년 10월 1일 제46회 미국 뉴욕 영화제에서 초연하였다. 크라이테리언 컬렉션은 2010년 4월 20일 이 영화의 스페셜 에디션을 공개했다.
이 영화는 뉴욕 타임즈에 의해 2017년 현존하는 21세기 최고의 영화에 9위로 순위를 올렸다.

## 출연

### 주연
- 줄리엣 비노쉬
- 제레미 레니에
- 샤를스 베르링

### 조연
- 에디트 스코브
- 도미니크 레이몬드
- 발레리 보네통
- 이자벨 사도양
- 앨리스 드 랭커생
- 에밀리 베를랭

## 기타
- 배역: 안토니에트 불라